# Miles Corpening
Miles Corpening (9 giugno 1998) è un giocatore di football americano statunitense che milita nel ruolo di defensive back nei Flash de La Courneuve.
Dopo aver giocato per 2 diverse squadre universitarie si trasferisce agli spagnoli Barberá Rookies (col fratello Nolan), per passare poi ai finlandesi United Newland Crusaders e pai francesi Flash de La Courneuve.